# 9月16日
9月16日是阳历年的第259天（闰年是260天），离一年的结束还有106天。

## 大事记

### 14世紀
- 1400年：歐文·格林杜爾為對抗英格蘭國王亨利四世，以阻止英格蘭人統治威爾斯，從而叛變並成為末任具由威爾斯人身分的威爾斯親王。

### 16世紀
- 1573年：織田信長率領的織田軍於刀根山口爆發的刀根坂之戰中擊敗朝倉軍，進而擊滅位在越前國一乘谷城的朝倉義景，朝倉氏覆滅。

### 17世紀
- 1620年：五月花號啟航往北美洲。

### 18世紀
- 1776年：美国独立战争：在基普湾登陆战受挫后，美国大陆军反而在今纽约晨边高地附近击败英国军队。
- 1779年：美国独立战争：萨凡纳围城战打响。

### 19世紀
- 1810年：墨西哥神父伊达尔戈号召印地安人反抗西班牙殖民政府，墨西哥独立战争爆发。
- 1856年：云南杜文秀领导回民起义，攻占大理，自称总统兵马大元帅。

### 20世紀
- 1908年：美国通用汽车公司成立。
- 1919年：周恩来、马骏等人在天津组织了青年进步团体：觉悟社。
- 1920年：華爾街爆炸事件：美國紐約華爾街摩根大通大樓前一輛馬車盛載着的炸彈爆炸，導致38死。
- 1932年：日本军在今中国辽宁省抚顺市平顶山附近村庄发动屠杀行动，造成3,000多人死亡。
- 1940年：原先規劃佔領蘇伊士運河的義大利軍隊暫緩入侵埃及的攻勢，往後便未有進一步行動。
- 1941年：叙利亚宣布为独立国家。
- 1945年：夏慤在港督府接受香港日軍投降。
- 1947年：中華民國海軍陸戰隊建軍。
- 1948年：國共內戰：“济南战役”开始。
- 1955年：阿根廷軍官發起針對總統的軍事政變。
- 1963年：馬來亞聯合邦、新加坡、北婆羅洲和砂拉越共同合併成為馬來西亞聯邦。
- 1966年：位于美国纽约林肯中心的大都会歌剧院新址正式启用。
- 1969年：蔣中正在陽明山主持會議完下山後發生大車禍，身體健康狀況自此大為衰退。
- 1971年：日本政府為建設新東京國際機場於千葉縣成田市與反對強制徵收的當地居民及支援群眾爆發嚴重警民衝突，造成三名警察殉職。
- 1975年：巴布亚新几内亚宣布脱离澳洲托管而独立，并成为大英国协会员国。
- 1975年：佛德角、莫桑比克、聖多美和普林西比成為聯合國成員國。
- 1978年：中秋節當晚發生月全食現象。
- 1980年：聖文森及格瑞那丁成為聯合國成員國。
- 1982年：黎巴嫩發生貝魯特難民營大屠殺。
- 1987年：美國及其他23個國家於加拿大魁北克省蒙特婁簽訂以《保護臭氧層維也納公約》為大原則的《蒙特婁議定書》。
- 1999年：颱風約克吹襲港澳，香港天文台和澳門氣象局懸掛十號颶風信號，而在香港十號信號發出長達11小時,成為十號颶風信號最長記錄。

### 21世紀
- 2007年：黑水國際的護衞在巴格達射殺17名伊拉克平民。
- 2009年：民主黨黨魁鳩山由紀夫正式成為日本首相。
- 2010年：天主教教宗本篤十六世抵達蘇格蘭愛丁堡，展開四天在英國的國事訪問，成為羅馬天主教教皇有史以來首次對英國進行國事訪問。
- 2010年：瑪氏食品、賓夕法尼亞州立大學、好時公司及法國實驗室的研究中公開可可樹原始的基因體序列
- 2011年：第66屆聯合國大會在紐約聯合國總部舉行第二次全體會議，以114票贊成、17票反對、15票棄權的結果，同意利比亞「全國過渡委員會」成為利比亞在聯合國的合法代表。
- 2011年：美國國家航空暨太空總署科學家宣布克卜勒太空望遠鏡透過凌日法發現了一顆圍繞聯星開普勒16運行的行星克卜勒16b，為首次明確觀測到環聯星運轉行星。
- 2013年：美国华盛顿海军工厂发生重大枪击案，造成13人死亡，另有10余人受伤。
- 2013年：路易斯安那州南部港口城市紐奧良附近的自來水中檢驗出福氏內格里蟲，成為美國公共供水系統中首次檢測到致病性原蟲。
- 2016年：iPhone 7正式上市，在28个国家和地区首发。
- 2018年：繼颱風約克1999年9月16日吹襲香港後，19年後的2018年超強颱風山竹於同月同日吹襲港澳，香港天文台和澳門氣象局需要發出十號熱帶氣旋警告信號，這亦是繼2017年超強颱風天鴿吹襲港澳後，再一次發出最高熱帶氣旋警告信號，即十號風球。[1]
- 2019年：索羅門群島政府宣布與中華人民共和國建立邦交，並與中華民國斷交[2]。
- 2020年：安倍晉三宣布內閣總辭後，參議院和眾議院通過自由民主黨總裁菅義偉為第99任內閣總理大臣。

## 出生
- 1386年：亨利五世，英格蘭國王（1422年逝世）
- 1507年：明世宗朱厚熜，明朝皇帝（1567年逝世）
- 1651年：恩格爾貝特·肯普弗，德國博物學家、醫生、探險家、作家（1716年逝世）
- 1745年：米哈伊爾·库图佐夫，俄國軍事家（1813年逝世）
- 1777年：納坦·邁爾·羅特希爾德，德國猶太裔金融家（1836年逝世）
- 1782年：清宣宗旻宁，清朝道光皇帝（1850年逝世）
- 1812年：福鈞，蘇格蘭植物學家（1880年逝世）
- 1853年：阿爾布雷希特·科塞爾，德國生理学家，1910年諾貝爾生理学或医学奖得主（1927年逝世）
- 1859年：袁世凱，北洋政府首領，中華民國第二屆臨時大總統（1916年逝世）
- 1868年：阿爾伯特·威廉·赫爾，美國魚類學家、地衣學家（1962年逝世）
- 1876年：林長民，清末民初政治家、外交家、教育家、書法家（1925年逝世）
- 1882年：羅伯特·希琴斯，英國海員，鐵達尼號舵手（1940年逝世）
- 1884年：竹久夢二，日本畫家（1934年逝世）
- 1887年：娜迪亞·布朗熱，法國音樂教育家、作曲家、指揮家（1979年逝世）
- 1891年：卡爾·鄧尼茨，德國海軍元帥（1980年逝世）
- 1891年：朱莉·溫妮弗雷德·伯特蘭，加拿大超級人瑞（2007年逝世）
- 1893年：聖捷爾吉·阿爾伯特，匈牙利生物化学家，1937年諾貝爾生理学或医学奖得主（1986年逝世）
- 1923年：李光耀，新加坡政治人物，首任新加坡總理（2015年逝世）
- 1924年：羅蘭·比歌，美國女演員（2014年逝世）
- 1925年：B. B. King，美國吉他手、歌手、作詞家（2015年逝世）
- 1929年：賈姆希德·本·阿卜杜拉，尚吉巴蘇丹（2024年逝世）
- 1932年：周驄，香港男演員（2025年逝世）
- 1932年：佐治·查格里斯，美國男演員
- 1933年：游本昌，中国演员
- 1936年：阿爾弗雷德·奧特，美國男子田徑運動員（2007年逝世）
- 1937年：大衛·倫伯傑，美國數學科學家
- 1938年：阿末沙基，前马来西亚联邦政府首席秘书（2021年逝世）
- 1941年：凌禮文，香港演員（2010年逝世）
- 1946年：卜拉欣·加利，撒拉威阿拉伯民主共和國外交家、政治人物，現任撒拉威阿拉伯民主共和國總統
- 1949年：克里斯耶，印尼男歌手、詞曲作家（2007年逝世）
- 1952年：米基·洛克，美國男演員
- 1953年：劉德凱，台灣演員
- 1955年：羅曼菲，台灣舞蹈家（2006年逝世）
- 1956年：，美國魔術師
- 1960年：塔內希·馬茂，吉里巴斯政治人物，現任吉里巴斯總統
- 1962年：黃文標，香港演員
- 1967年：屈中恆，台灣演員
- 1968年：馬克·安東尼，美國歌手
- 1968年：內野聖陽，日本男演員
- 1971年：愛咪·波勒，美國女演員
- 1971年：黃炯耀，新加坡演員
- 1972年：宮川大輔，日本搞笑藝人
- 1974年：華金·卡斯特羅，美國律師、政治人物，現任眾議院議員
- 1974年：神前曉，日本作曲家、編曲家、音樂製作人
- 1974年：朱利安·卡斯特羅，美國政治人物
- 1975年：穆罕默德·辛瓦爾，哈瑪斯指揮官，加薩走廊行政當局負責人（2025年逝世）
- 1976年：樋口明日嘉，原籍日本的香港女藝人
- 1977年：伍允龍，香港動作演員
- 1977年：葉凱茵，香港女演員
- 1981年：范冰冰，中國演員
- 1981年：游莨維，香港演員
- 1981年：艾米亞·拉斯錫，波斯尼亞足球運動員，效力於太陽飛馬
- 1981年：艾麗絲·布莉達，美國女演員
- 1982年：李隆杰，台灣漫畫家
- 1983年：，辛巴威女子游泳運動員、體育官員
- 1984年：齊溪，中國女演員
- 1988年：甘露，中国女演员
- 1990年：世理，韓國女子偶像團體Dal★Shabet隊長
- 1990年：林頤原，台灣搖滾吉他手、樂隊TRASH樂團成員
- 1991年：高永表，韓國職業棒球運動員
- 1992年：尼克·強納斯，美國男歌手、詞曲作家、演員
- 1993年：梅特羅·布明，美國唱片製作人、詞曲作家、DJ
- 1994年：亞歷山大·米特羅維奇，塞爾維亞職業足球運動員
- 1994年：布魯諾·佩特科維奇，克羅埃西亞職業足球運動員
- 1995年：亞倫·高登，美國職業籃球運動員
- 1996年：橫濱流星，日本演員
- 1997年：陳振傑，臺灣男子籃球運動員
- 1998年：洪慜撰，韓國男子偶像團體VERIVERY成員
- 2002年：韓霄瑗，韓國女子偶像團體LIGHTSUM成員
- 2006年：哥布林，臺灣YouTuber

## 逝世
- 186年：陳寔，東漢官員（104年出生）
- 1151年：韩世忠，宋朝將領（1089年出生）
- 1380年：查理五世，法蘭西國王（1338年出生）
- 1573年：朝倉義景，日本戰國時代大名（1533年出生）
- 1701年：詹姆斯二世，英格蘭和愛爾蘭國王，同時也是蘇格蘭國王，稱詹姆斯七世（1633年出生）
- 1824年：路易十八，法蘭西國王（1755年出生）
- 1887年：境川浪右衛門，日本江戶時代相撲力士，第14代橫綱（1841年出生）
- 1896年：威廉·C·楊，美國牧師、教育家（1842年出生）
- 1918年：莫里斯·布瓦約，法國橄欖球運動員、王牌飛行員（1888年出生）
- 1925年：亚历山大·弗里德曼，苏联数学家、宇宙学家（1888年出生）
- 1932年：羅納德·羅斯，英國醫生，1902年諾貝爾生理學或醫學獎得主（1857年出生）
- 1954年：上海妹，原名顏思莊，香港粵劇演員（1909年出生）
- 1957年：齐白石，中國书画家、篆刻家（1864年出生）
- 1961年：哈桑·波拉特坎，土耳其政治人物，于1960年土耳其政变后被处死。（1915年出生）
- 1977年：玛丽亚·卡拉丝，希腊女高音（1923年出生）
- 1980年：讓·皮亞傑，瑞士心理学家（1896年出生）
- 1986年：爾里·爾布杜，蘇聯作家、翻譯家（1917年出生）
- 2004年：傅培梅，台灣知名廚師、烹飪節目製作人及主持人（1931年出生）
- 2009年：瑪利·達華絲（英语：Mary Travers），美國著名民歌組合彼得、保羅和瑪麗成員之一（1936年出生）
- 2013年：陈平，马来亚共产党最后一任总书记（1924年出生）
- 2013年：林錦堂，香港粵劇演員（1948年出生）
- 2015年：林鄧璐德，海外基督使團宣教士，在南臺灣照顧漢生病人多年(1921年出生)
- 2016年：卡洛·阿澤利奧·錢皮，義大利政治人物，前任義大利總理和總統（1920年出生）
- 2016年：加俾額爾·阿摩特，義大利神父、驅魔師（1925年出生）
- 2016年：乔任梁，中国演员、歌手（1987年出生）
- 2017年：阿爾瓊·辛格，DFC，印度空軍五星元帥（1919年出生）
- 2019年：蔣篤慧，台灣知名女性配音員（1970年出生）
- 2020年：黃鴻升，台灣知名男性藝人（1983年出生）
- 2021年：簡·鮑威爾，美國演員、歌手、舞者（1929年出生）
- 2021年：卡西米爾·奧耶-姆巴，加彭政治人物，前任加彭總理（1942年出生）
- 2024年：维多利亚·罗什奇娜，烏克蘭記者，在俄羅斯當局拘禁期間身亡。（1996年出生）

## 节假日和习俗
- 保護臭氧層國際日
- 猶太教：贖罪日
- 墨西哥：国庆节
- 利比亞：烈士節
- 马来西亚：馬來西亞日
- ：獨立日